# Ciril Tavčar
Ciril Tavčar, slovenski arhitekt in izumitelj, * 17. julij 1904, Ljubljana, † 20. maj 1980, Ljubljana.

## Življenje in delo
Tavčar je študiral arhitekturo na ljubljanski Tehniški fakulteti in 1929 diplomiral pri J. Plečniku. Med študijem je že risal za MOL. Pomagal je pri urejanju parka Tivoli in pri gradnji mostov na Ljubljanici. Leta 1932 je v Ljubljani odprl Stavbno in tehnično pisarno za zunanjo in notranjo arhitekturo, ki se je ukvarjala predvsem z načrtovanjem pohištva in hkrati v Šentvidu pri Ljubljani ustanovil podjetje Pangos, ki se je ukvarjalo z izdelavo umetnoobrtnega pohištva. Po osvoboditvi je bil na prisilnem delu v biroju za načrtovanje Kidričevega, potem je v letih 1957−1967 delal v Zavodu za ureditev stare Ljubljane. Izdeloval je prenovitvene načrte za ribniški grad v Ribnici, se ukvarjal z racionalizacijo stanovanjske gradnje ter urbanističnimi vprašanji in prometno ureditvijo Ljubljane.
Tavčarjevo ustvarjanje se je gibalo med racionalizacijo načrtovanja in fantazijo, ki je vodila v izumiteljstvo. Pred vojno je med drugim načrtoval plovila prihodnosti, po vojni pa je patentiral več izumov. Pokopan je na Žalah v Ljubljani.  